# Felix Anton Scheffler
Felix Anton Scheffler (ur. 29 sierpnia 1701 w Monachium, zm. 10 stycznia 1760 w Pradze) – niemiecki malarz działający głównie na Dolnym Śląsku, nadworny malarz biskupa Philippa von Sinzendorfa.

## Życiorys
Pochodził z Bawarii. Pierwsze nauki pobierał u swojego ojca Johanna Wolfganga Schefflera. W latach 1719–1722 kształcił się u Cosmasa Damiana Asama. Jego styl reprezentuje późny barok przechodzący niekiedy w rokoko.

## Ważniejsze dzieła na Śląsku
- Jelenia Góra – malowidła w Kościele Łaski.
- Kłodzko – freski w refektarzu franciszkańskim.
- Krzeszów, klasztor cystersów – liczne malowidła w kaplicach kościoła.
- Lubawka – obrazy olejne, w tym obraz Ucieczka grzeszników w kościele Wniebowzięcia NMP.
- Chełmsko Śląskie - obraz Świętej Rodziny w ołtarzu głównym kościoła pw. Świętej Rodziny
- Lubiąż, klasztor cystersów – freski w refektarzu zimowym.
- Nysa – polichromie w kościele Świętych Piotra i Pawła.
- Prudnik – obrazy na chórze kościoła św. Michała Archanioła.
- Wrocław – freski na klatce schodowej i korytarzu zachodniego skrzydła Uniwersytetu.
- Wałbrzych, zamek Książ – plafon w Sali Maksymiliana i plafon w Salonie Włoskim.